# Asplenium delavayi
Asplenium delavayi là một loài thực vật có mạch trong họ Aspleniaceae. Loài này được (Franch.) Copel. miêu tả khoa học đầu tiên năm 1947.